# Pallidogramme montiscalvi
Pallidogramme montiscalvi är en lavart som först beskrevs av A. W. Archer, och fick sitt nu gällande namn av A. W. Archer. Pallidogramme montiscalvi ingår i släktet Pallidogramme och familjen Graphidaceae.   Inga underarter finns listade i Catalogue of Life.